# Деіндустріалізація
Деіндустріалізація - процес соціальних та економічних змін, викликаних зниженням або повним припиненням індустріальних активностей у регіоні або країні, особливо у важкій промисловості та в індустріальному виробництві .
Деіндустріалізація проявляється в наступному :
- істотне зниження ролі обробної промисловості в національному господарстві країни і її регіонів, внаслідок чого промисловість стає неконкурентоспроможною;
- докорінна зміна у співвідношенні сфер матеріального і нематеріального виробництва внаслідок глибокої структурної перебудови в економіці, що зумовлює домінуючу роль сфери послуг або фінансово-кредитної сфери;
- процес перетворення індустріально розвинутих країн і районів на аграрно-індустріальні або аграрні через деградацію економічної системи.

Процеси деіндустріалізації розпочалися в 1950-х роках у Великій Британії та Бельгії, які мали на той час одну з найвищих часток промислового сектора в структурі зайнятості населення та формуванні валового внутрішнього
продукту.
З моменту Російсько-Української війни на Сході України (з 2014 року) спостерігаються процеси деіндустріалізації Донбасу.